# Hemimacquartia paradoxa
Hemimacquartia paradoxa là một loài ruồi trong họ Tachinidae.